# Azizah Y. al-Hibri
Pour les articles homonymes, voir Hibri.
Azizah Y. al-Hibri est une philosophe américaine, féministe et musulmane, spécialisée dans l'Islam et le droit.

## Biographie
Al-Hibri est professeure à la T. C. Williams School of Law de l'université de Richmond. C'est une ancienne professeure de philosophie, la rédactrice en chef fondatrice de la revue Hypatia: A Journal of Feminist Philosophy, et la fondatrice et présidente de KARAMAH : Muslim Women Lawyers for Human Rights. En tant que boursière Fulbright, elle a beaucoup écrit sur les questions de l'islam et de la démocratie, le droit des femmes musulmanes, et les droits de l'homme dans l'Islam. 
Elle a été conseillère pour le documentaire de PBS Muhammad: Legacy of a Prophet (2002), produit par Unity Productions Foundation. 
Al-Hibri est membre du conseil consultatif de diverses organisations, y compris le Forum PEW sur la religion dans la vie publique, le projet pluralisme de l'Université Harvard, et religion et éthique de Newsweekly (PBS). Elle est également membre du comité liberté et sécurité du Projet Constitution. En juin 2011, al-Hibri est nommée par le président Barack Obama pour servir à titre de commissaire à la Commission des États-Unis sur la liberté religieuse internationale.
Elle a également écrit le troisième chapitre de Transformer les Croyances de nos pères : les femmes qui ont changé la religion en Amérique (2004), édité par Ann Braude.
Al-Hibri est la petite-fille du cheikh Toufiq El Hibri qui a créé le premier mouvement scout du monde arabe. Elle est considérée comme une féministe musulmane cherchant à réinterpréter les enseignements du Coran pour consolider les droits juridiques des femmes. Le Washington Post la classe parmi les 500 personnalités musulmanes les plus influentes.

## Opinions défendues
Dans ses travaux, et notamment dans son article « Is Western Patriarchal Feminism Good for Third World/Minority
Women? » ([Est-ce que le féminisme du patriarcat occidental est bon pour les femmes du Tiers-Monde/des minorités ? - 1999]), al-Hibri défend l'opinion que les musulmanes devraient s'en tenir à une lecture des textes religieux dans le cadre que leur a donné leur société, y compris via la jurisprudence islamique, et indique à propos des féministes : 

« They will do this by developing feminist analyses of their
own religious texts. ... They will not seek to achieve their liberation by
denigrating their religion or culture or by forcing upon their
communities inappropriate priorities and demands. »

Elle s'oppose en cela aux idées de Hojjatoleslam Mohsen Saidzadeh, un religieux shiite iranien emprisonné en 1999 pour avoir défendu au contraire l'idée que les textes musulmans pouvaient servir de base à une réelle jurisprudence féministe, en sortant du cadre en vigueur, ou à celles de Konca Kuriş, assassinée pour les mêmes raisons.  
Dans Who Defines Women's Rights? A Third World Woman's Response (1994), à propos du féminisme en Algérie, elle accuse celles qui le promeuvent de se comporter de la même manière que les colonialistes français, une idée combattue par Ann Elizabeth Mayer, pour qui les Algériennes ont aspiré à l'égalité en combattant en égales aux côtés des hommes lors de la guerre d'indépendance.   
Plus généralement, ses travaux sont en profond conflit avec ceux de Susan Moller Okin, une féministe libérale qu'elle accuse de néocolonialisme et avec qui elle a des échanges tendus. 

## Sources
- (en) Shattering the Stereotypes: Muslim Women Speak Out (2005)